# Atossa Araxia Abrahamian
Atossa Araxia Abrahamian (persisch: آتوسا آبراهامیان) (* 1986 in Vancouver, Kanada) ist eine US-amerikanische Journalistin und Autorin iranisch-armenisch-russischer Abstammung. Sie ist Senior Editor bei The Nation und Fellow am Remarque Institute der New York University.

## Leben und Ausbildung
Abrahamian wuchs in Genf, Schweiz, auf. Ihre Eltern iranisch-armenisch-russischer Abstammung arbeiteten für die Vereinten Nationen. Sie besitzt die schweizerische, kanadische und iranische Staatsbürgerschaft und spricht Englisch, Französisch und Russisch. Sie besuchte die International School of Geneva und schloss ihr Bachelor-Studium in Philosophie an der Columbia University ab. Abrahamian lebt in Brooklyn, New York.

## Karriere

### Journalismus
Abrahamian begann als Wirtschaftsreporterin bei Reuters. Sie war Meinungsredakteurin bei Al Jazeera America und arbeitet seit 2018 als Senior Editor bei The Nation (US-Zeitschrift). Zudem ist sie Herausgeberin des Magazins "The New Inquiry". Ihre Artikel erscheinen regelmäßig in Publikationen wie der New York Times, der New York Review of Books, der London Review of Books, New York Magazine, The Intercept, Dissent und n+1.

### Thematische Schwerpunkte
Ihr Fokus liegt auf den "Rissen im Nationalstaatensystem" und der Analyse, wie Reichtum und Macht globale Strukturen beeinflussen. Besonders beschäftigt sie sich mit Staatsbürgerschaft, globaler Mobilität und Strategien zur Umgehung nationalstaatlicher Grenzen durch Wohlhabende.

## Veröffentlichungen
- The Cosmopolites: The Coming of the Global Citizen (2015), Columbia Global Reports – Untersuchungen zum milliardenschweren Markt für Pässe und Staatsbürgerschaften sowie deren Bedeutung für nomadische Milliardäre, Staatenlose und die Allgemeinheit.[6]
- Schmutzige Geschäfte im Niemandsland. Wie globale Unternehmen und Superreiche unsere Regierungen austricksen. S. Fischer, 2025, ISBN 978-3-10-397079-1 Originalausgabe: The Hidden Globe: How Wealth Hacks the World (2024) Ausgezeichnet von der Washington Post (Top-10 Buch 2024), CBS Sunday Morning (Top-5 Buch 2024) und als New York Times Notable Book.[7]

## Auszeichnungen und Fellowships
- National Fellow bei New America (2024)
- Fellow am Remarque Institute der New York University
- Livingston Award Finalistin (2019)
- Silvers Award for Works in Progress (2021)
- Whiting Nonfiction Grant (2022)
- Knight Wallace Fellow an der University of Michigan (2022–2023)
- The Hidden Globe: Top-5-Buch 2024 von CBS Sunday Morning, Top-10-Buch 2024 von der Washington Post, New York Times Notable Book